# Algeria ai Giochi della XXIX Olimpiade
L'Algeria ha partecipato ai Giochi della XXIX Olimpiade dall'8 al 24 agosto 2008.

## Medaglie
| Medaglia | Nome           | Sport | Evento       |
| -------- | -------------- | ----- | ------------ |
| Argento  | Amar Benikhlef | Judo  | Uomini 90 kg |
| Bronzo   | Soraya Haddad  | Judo  | Donne 52 kg  |

## Atletica leggera

### Maschile
Eventi di corsa e prova su strada
| Khoudir Aggoune   | 10000 m      |           |           |                 |                 |                 |                 |                 |                 |
| Mohamed Ameur     | 20 km marcia |           |           |                 |                 | 1:32.21         | 48              |                 |                 |
| Tarek Boukensa    | 1500 m       | 3:36.11   | 4 Q       | 3:39.73         | 8               | non qualificato | non qualificato | non qualificato | non qualificato |
| Kamel Boulahfane  | 1500 m       | 3:45.59   | 11        | non qualificato | non qualificato | non qualificato | non qualificato |                 |                 |
| Nabil Madi        | 800 m        | 1:45.75   | 3 Q       | 1:45.63         | 1 Q             | 1:45.96         | 7               |                 |                 |
| Rabia Makhloufi   | 3000 m siepi | 8:29.74   | 8         |                 |                 | non qualificato | non qualificato | non qualificato | non qualificato |
| Nadjim Manseur    | 800 m        | 1:45.75   | 3 Q       | 1:45.54         | 4 Q             | 1:47.19         | 8               |                 |                 |
| Ali Saïdi-Sief    | 5000 m       | 14:15.00  | 12        |                 |                 | non qualificato | non qualificato | non qualificato | non qualificato |
| Antar Zerguelaïne | 800 m        | non partì | non partì | non qualificato | non qualificato | non qualificato | non qualificato |                 |                 |
| Antar Zerguelaïne | 1500 m       | 3:42.30   | 5 Q       | 3:40.64         | 11              | non qualificato | non qualificato | non qualificato | non qualificato |

Eventi concorsi
| Issam Nima | Salto in lungo | non partì | non partì | non qualificato | non qualificato | non qualificato | non qualificato |

### Femminile
Eventi di corsa e prova su strada
| Souad Aït Salem | Maratona     |         |    |  |  | 2:28.29         | 9               |                 |                 |
| Widad Mendil    | 3000 m siepi | 9:52.35 | 17 |  |  | non qualificato | non qualificato | non qualificato | non qualificato |
| Nahida Touhami  | 1500 m       | 4:18.99 | 11 |  |  | non qualificato | non qualificato | non qualificato | non qualificato |

Eventi concorsi
| Baya Rahouli | Salto triplo | 13.87 | 22 | non qualificato | non qualificato | non qualificato | non qualificato |

## Badminton

### Maschile
| Atleta        | Evento  | 64-esimi             | 32-esimi             | 16-esimi             | Quarti di finale     | Semifinale           | Finale               | Finale          |
| Atleta        | Evento  | Avversario Punteggio | Avversario Punteggio | Avversario Punteggio | Avversario Punteggio | Avversario Punteggio | Avversario Punteggio | Rank            |
| ------------- | ------- | -------------------- | -------------------- | -------------------- | -------------------- | -------------------- | -------------------- | --------------- |
| Nabil Lasmari | Singolo |                      | Gade P 21-6, 21-4    | non qualificato      | non qualificato      | non qualificato      | non qualificato      | non qualificato |

## Canottaggio

### Maschile
| Atleta                         | Evento                    | Batteria | Batteria   | Ripescaggio | Ripescaggio | Semifinale | Semifinale | Finale  | Finale     |
| Atleta                         | Evento                    | Tempo    | Classifica | Tempo       | Classifica  | Tempo      | Classifica | Tempo   | Classifica |
| ------------------------------ | ------------------------- | -------- | ---------- | ----------- | ----------- | ---------- | ---------- | ------- | ---------- |
| Chaouki Dries                  | Singolo                   | 7:57.65  | 5          |             |             | 7:34.84    | 3          | 7:32.82 | 6          |
| Kamel Ait-Daoud Mohamed Garidi | Pesi leggeri doppio senza | 6:43.94  | 5          | 7:05.73     | 6           | 6:43.80    | 4          | 6:47.44 | 2          |

## Ciclismo

### Ciclismo su strada

#### Maschile
| Atleta          | Evento         | Tempo            | Classifica       |
| --------------- | -------------- | ---------------- | ---------------- |
| Hichem Chaabane | Corsa in linea | Non classificato | Non classificato |

## Judo

### Maschile
| Atleta          | Evento  | Preliminari          | 16-esimi               | Ottavi                | Quarti di finale        | Semifinali             | Finale                   | 1º Turno ripescaggi       | Ripescaggi Quarti    | Ripeschaggi Semifinali |
| Atleta          | Evento  | Avversario Risultato | Avversario Risultato   | Avversario Risultato  | Avversario Risultato    | Avversario Risultato   | Avversario Risultato     | Avversario Risultato      | Avversario Risultato | Avversario Risultato   |
| --------------- | ------- | -------------------- | ---------------------- | --------------------- | ----------------------- | ---------------------- | ------------------------ | ------------------------- | -------------------- | ---------------------- |
| Omar Rebahi     | -60 kg  |                      | Sobirov P 1001/0000    | non qualificato       | non qualificato         | non qualificato        | non qualificato          | non qualificato           | non qualificato      | non qualificato        |
| Mounir Benamadi | -66 kg  |                      | Brown V 1010/00002     | Sharipov P 0001/00001 | non qualificato         | non qualificato        | non qualificato          | non qualificato           | non qualificato      | non qualificato        |
| Amar Meridja    | -73 kg  |                      | Semenov P 01022/00101  | non qualificato       | non qualificato         | non qualificato        | non qualificato          | non qualificato           | non qualificato      | non qualificato        |
| Amar Benikhlef  | -90 kg  |                      | El Assri V 00111/00011 | Alarza V 10201/00012  | Aschwanden V 0001/00001 | Dafreville V 1000/0000 | Tsirek'idze P 0001/00001 |                           |                      |                        |
| Hassane Azzoun  | -100 kg |                      | Miraliyev P 10001/0001 | non qualificato       | non qualificato         | non qualificato        | non qualificato          | Zhorzholiani P 1001/00011 | non qualificato      | non qualificato        |

### Femminile
| Atleta           | Evento | Preliminari          | 16-esimi                   | Ottavi               | Quarti di finale     | Semifinali           | Finale                 | 1º Turno ripescaggi  | Ripescaggi Quarti    | Ripeschaggi Semifinali | Finale terzo posto |
| Atleta           | Evento | Avversario Risultato | Avversario Risultato       | Avversario Risultato | Avversario Risultato | Avversario Risultato | Avversario Risultato   | Avversario Risultato | Avversario Risultato | Avversario Risultato   |                    |
| ---------------- | ------ | -------------------- | -------------------------- | -------------------- | -------------------- | -------------------- | ---------------------- | -------------------- | -------------------- | ---------------------- | ------------------ |
| Meriem Moussa    | -48 kg | Ilendou V 0011/00001 | Baschin P 0101/00001       | non qualificato      | non qualificato      | non qualificato      | non qualificato        | non qualificato      | non qualificato      | non qualificato        | non qualificato    |
| Soraya Haddad    | -52 kg | Muller V 0211/00001  | Diedhiou V 00101/0001      | Kim V 02101/00012    | Xian P 1001/00001    | non qualificato      |                        |                      |                      | Kaliyeva V 0121/00102  |                    |
| Leila Atrous     | -57 kg | Xu P 10011/00011     | non qualificato            | non qualificato      | non qualificato      | non qualificato      | Koivumaki P 0001/00001 | non qualificato      | non qualificato      | non qualificato        |                    |
| Kahina Saidi     | -63 kg | Bezzina V 0200/0000  | Willeboordse P 11001/00013 | non qualificato      | non qualificato      | non qualificato      | non qualificato        | non qualificato      | non qualificato      | non qualificato        |                    |
| Rachida Ouerdane | -70 kg |                      | Bosch P 01102/00102        | non qualificato      | non qualificato      | non qualificato      | Rasokisoki V 1001/0000 | Rousey P 1001/0000   | non qualificato      | non qualificato        |                    |

## Lotta

### Greco-Romana
| Mohamed Serir     | −66 kg |  | Kovalenko P 6-0, 6-0 | non qualificato | non qualificato | non qualificato | non qualificato | non qualificato | non qualificato | non qualificato |
| Messaoud Zeghdane | −74 kg |  | Schneider P 4-1, 4-0 | non qualificato | non qualificato | non qualificato | non qualificato | non qualificato | non qualificato | non qualificato |
| Samir Bouguerra   | −96 kg |  | Jiang P 5-0, 3-0     | non qualificato | non qualificato | non qualificato | non qualificato | non qualificato | non qualificato | non qualificato |

## Nuoto

### Maschile
| Atleta         | Evento             | Batteria | Batteria   | Semifinale      | Semifinale      | Finale          | Finale          |
| Atleta         | Evento             | Tempo    | Classifica | Tempo           | Classifica      | Tempo           | Classifica      |
| -------------- | ------------------ | -------- | ---------- | --------------- | --------------- | --------------- | --------------- |
| Sofiane Daid   | 100 m rana         | 1:02.45  | 44         | non qualificato | non qualificato | non qualificato | non qualificato |
| Mehdi Hamama   | 200 m misti        | 2:04.91  | 41         | non qualificato | non qualificato | non qualificato | non qualificato |
| Salim Iles     | 50 m stile libero  | 22.35    | 23         | non qualificato | non qualificato | non qualificato | non qualificato |
| Nabil Kebbab   | 100 m stile libero | 49.38    | 32         | non qualificato | non qualificato | non qualificato | non qualificato |
| Mahrez Mebarek | 200 m stile libero | 1:52.66  | 51         | non qualificato | non qualificato | non qualificato | non qualificato |

## Pallavolo

### Pallavolo

#### Femminile
Fase a gironi - Gruppo B
| posiz | squadra    | G | V | P | Sv | Sp | Quoz  | Pf  | Ps  | Quoz  | Pts |
| ----- | ---------- | - | - | - | -- | -- | ----- | --- | --- | ----- | --- |
| 1     | Brasile    | 5 | 5 | 0 | 15 | 0  | MAX   | 377 | 226 | 1,668 | 10  |
| 2     | Italia     | 5 | 4 | 1 | 12 | 4  | 3,000 | 372 | 315 | 1,181 | 9   |
| 3     | Russia     | 5 | 3 | 2 | 10 | 6  | 1,667 | 353 | 312 | 1,131 | 8   |
| 4     | Serbia     | 5 | 2 | 3 | 6  | 10 | 0,600 | 343 | 349 | 0,983 | 7   |
| 5     | Kazakistan | 5 | 1 | 4 | 4  | 13 | 0,308 | 323 | 404 | 0,800 | 6   |
| 6     | Algeria    | 5 | 0 | 5 | 1  | 15 | 0,067 | 230 | 392 | 0,587 | 5   |

| 09/08/2008 | 12.30 | Algeria    | - | Brasile | 0 - 3 | 11-25, 11-25, 10-25        | Capital Indoor Stadium                    |
| 11/08/2008 | 10.00 | Algeria    | - | Serbia  | 0 - 3 | 14-25, 13-25, 13-25        | Beijing Institute of Technology Gymnasium |
| 13/08/2008 | 10.00 | Italia     | - | Algeria | 3 - 0 | 25-7, 25-20, 25-12         | Beijing Institute of Technology Gymnasium |
| 15/08/2008 | 10.00 | Algeria    | - | Russia  | 0 - 3 | 11-25, 19-25, 10-25        | Beijing Institute of Technology Gymnasium |
| 17/08/2008 | 10.00 | Kazakistan | - | Algeria | 3 - 1 | 25-18, 25-20, 17-25, 25-16 | Beijing Institute of Technology Gymnasium |

## Pugilato

### Maschile
| Atleta               | Evento                     | 16-esimi             | Ottavi               | Quarti               | Semifinali           | Finale               |
| Atleta               | Evento                     | Avversario Risultato | Avversario Risultato | Avversario Risultato | Avversario Risultato | Avversario Risultato |
| -------------------- | -------------------------- | -------------------- | -------------------- | -------------------- | -------------------- | -------------------- |
| Abdelhalim Ouradi    | Pesi gallo (-54 kg)        | Nevin P 9-4          | non qualificato      | non qualificato      | non qualificato      | non qualificato      |
| Abdelkader Chadi     | Pesi piuma (-57 kg)        |                      | Adi V 7-6            | Kılıç P 13-6         | non qualificato      | non qualificato      |
| Hamza Kramou         | Pesi leggeri (-60 kg)      | Ugás P 21-3          | non qualificato      | non qualificato      | non qualificato      | non qualificato      |
| Nabil Kassel         | Pesi medi (-75 kg)         | Sutherland P 21-14   | non qualificato      | non qualificato      | non qualificato      | non qualificato      |
| Abdelhafid Benchabla | Pesi mediomassimi (-81 kg) | Kumar V 23-3         | Yasser V 13-6        | Zhang P 12-7         | non qualificato      | non qualificato      |
| Abdelaziz Toulbini   | Pesi massimi (-91 kg)      | Wilder P 10-4        | non qualificato      | non qualificato      | non qualificato      | non qualificato      |
| Newfel Ouatah        | Pesi supermassimi (+91 kg) |                      | Payares V 7-5        | Hlazkov P 10-4       | non qualificato      | non qualificato      |

## Scherma

### Femminile
| Atleta           | Evento               | Preliminari          | 16-esimi             | Ottavi               | Quarti di finale     | Semifinale           | Finale               |                 |
| Atleta           | Evento               | Avversario Punteggio | Avversario Punteggio | Avversario Punteggio | Avversario Punteggio | Avversario Punteggio | Avversario Punteggio |                 |
| ---------------- | -------------------- | -------------------- | -------------------- | -------------------- | -------------------- | -------------------- | -------------------- | --------------- |
| Nadia Bentaleb   | Spada Individuale    |                      | Szász P 15-4         | non qualificato      | non qualificato      | non qualificato      | non qualificato      | non qualificato |
| Anissa Khelfaoui | Fioretto Individuale | Thompson P 11-2      | non qualificato      | non qualificato      | non qualificato      | non qualificato      | non qualificato      |                 |

## Sollevamento pesi

### Femminile
| Atleta          | Evento | Strappo   | Strappo    | Slancio   | Slancio    | Totale           | Classifica       |
| Atleta          | Evento | Risultato | Classifica | Risultato | Classifica | Totale           | Classifica       |
| --------------- | ------ | --------- | ---------- | --------- | ---------- | ---------------- | ---------------- |
| Leila Lassouani | -63 kg | 85        | 16         | 110       | –          | Non classificato | Non classificato |

## Tennis tavolo

### Maschile
| Atleta               | Evento  | Preliminari          | Round 1              | Round 2              | Round 3              | Round 4              | Quarti di finale     | Semifinale           | Finale               |
| Atleta               | Evento  | Avversario Risultato | Avversario Risultato | Avversario Risultato | Avversario Risultato | Avversario Risultato | Avversario Risultato | Avversario Risultato | Avversario Risultato |
| -------------------- | ------- | -------------------- | -------------------- | -------------------- | -------------------- | -------------------- | -------------------- | -------------------- | -------------------- |
| Kourta Idir Abdallah | Singolo | Henzell P 4-1        | non qualificato      | non qualificato      | non qualificato      | non qualificato      | non qualificato      | non qualificato      | non qualificato      |